# Campeonato Italiano de Rugby 1991-92
El Campeonato de Rugby de Italia de 1991-92 fue la sexagésimo segunda edición de la primera división del rugby de Italia.

## Sistema de disputa
El torneo se desarrolló en dos etapas, una fase regular en la cual los equipos disputaron encuentros en condición de local y de visitante frente a cada uno de sus rivales.
Luego se disputó una etapa de eliminación directa, en la cual los primeros seis equipos de la fase regular clasifican a los cuartos de final, mientras que el campeón y subcampeón de la Serie B clasifican ocupando los dos lugares restantes.
Los últimos dos equipos descienden directamente a la Serie B.

## Desarrollo
- Tabla de posiciones:[1]

| Pos. | Equipo             | Encuentros | Encuentros | Encuentros | Encuentros | Tantos | Tantos | Tantos | Puntos |
| Pos. | Equipo             | PJ         | PG         | PE         | PP         | F      | C      | Dif    | Puntos |
| ---- | ------------------ | ---------- | ---------- | ---------- | ---------- | ------ | ------ | ------ | ------ |
| 1.º  | Amatori Milano     | 22         | 17         | 0          | 5          | 692    | 359    | +333   | 34     |
| 2.º  | Rugby Rovigo       | 22         | 17         | 0          | 5          | 600    | 413    | +187   | 34     |
| 3.º  | San Donà           | 22         | 16         | 0          | 6          | 519    | 308    | +211   | 32     |
| 4.º  | Petrarca Padova    | 22         | 14         | 0          | 8          | 507    | 313    | +194   | 28     |
| 5.º  | Benetton Treviso   | 22         | 14         | 0          | 8          | 708    | 370    | +338   | 28     |
| 6.º  | L'Aquila Rugby     | 22         | 13         | 1          | 8          | 418    | 390    | +28    | 27     |
| 7.º  | Rugby Roma Olimpic | 22         | 9          | 1          | 12         | 435    | 461    | -26    | 19     |
| 8.º  | Lyons Rugby        | 22         | 8          | 1          | 13         | 375    | 526    | -151   | 17     |
| 9.º  | Amatori Catania    | 22         | 7          | 2          | 13         | 367    | 638    | -271   | 16     |
| 10.º | Rugby Parma        | 22         | 7          | 0          | 15         | 369    | 518    | -149   | 14     |
| 11.º | Tarvisium          | 22         | 5          | 0          | 17         | 292    | 654    | -362   | 10     |
| 12.º | Noceto             | 22         | 2          | 1          | 19         | 310    | 643    | -333   | 5      |

|  | Clasificado a cuartos de final. |
|  | Descendido a la Serie B.        |

### Cuartos de final
Se incorporan los equipos Casale y Rugby Calvisano, clasificados desde la Serie B.
| Equipo 1         | Equipo 2        | Ida   | Vuelta | Desempate |
| ---------------- | --------------- | ----- | ------ | --------- |
| Amatori Milano   | Rugby Calvisano | 56-10 | 45-18  |           |
| Benetton Treviso | Petrarca Padova | 3-55  | 9-30   |           |
| Rugby Rovigo     | Casale          | 31-16 | 20-13  |           |
| San Donà         | L'Aquila Rugby  | 18-12 | 15-21  | 19-11     |

### Semifinales
| Equipo 1         | Equipo 2       | Ida   | Vuelta | Desempate |
| ---------------- | -------------- | ----- | ------ | --------- |
| Benetton Treviso | Amatori Milano | 18-15 | 27-9   |           |
| Rugby Rovigo     | San Donà       | 39-13 | 17-19  | 33-21     |

### Final
| 6 de junio de 1992 | Benetton Treviso | 27 - 18 | Rugby Rovigo |  |  |

| Bandera de Italia        |
| Campeón Benetton Treviso |
| Quinto título            |